# Dallas Cairns
Dallas Cairns foi um diretor e ator britânico da era do cinema mudo.

## Filmografia selecionada
- Guy Fawkes (1923)
- The Royal Oak (1923)
- The York Mystery (1924)
- Rodney Fails to Qualify (1924)
- Sally Bishop (1924)
- The Hound of the Deep (1926)
- For Valour (1928)